# Badem
Badem là một xã ở huyện Bitburg-Prüm, trong bang Rheinland-Pfalz, phía tây nước Đức. 
Xã Badem có diện tích 9,16 km², dân số thời điểm ngày 31 tháng 12 năm 2006 là 1088 người.